# Щурове
Щу́рове — село в Україні, у Лиманській міській громаді Краматорського району Донецької області. Населення становить 264 особи. Відстань до центру громади автошляхом місцевого значення становить близько 11 км.

## Розташування
Село через Сіверський Донець межує із землями Райгородоцької селищної ради Слов'янського району.

## Символіка
Келих Гігеї (змія на чаші) на гербі виступає як символ здравниці. Соснова гілочка символізує ліс, гриби. Щука - річку Сіверський Донець, риболовлю. Щурове одне з найвідоміших місць відпочинку на Донеччині.

## Історія
На місці села майже ніяких древніх слідів не знайдено. У XIX столітті після сильних вітрів селяни знаходили у піску кулі, та тригранні наконечники стріл з червоної міді, завдовжки у два вершки, за які місцевий поміщик Адамов платив по п'ять копійок. Також на піщаних пагорбах, над Донцем, після сильного вітру знаходили черепки глиняного посуду товщиною у один вершок.
Щурове у минулому було відоме також як Адамівка та Шабельськ. Село довгий час належало до приходу лиманської Петропавлівської церкви Ізюмського повіту. Саме село у 1791 році населено вихідцями з різних місць України, в той же час у селі оселився поручник Степан Адамов.
Засновником села зазначено поручника Степана Адамова, після його смерти село переходить до його сина Миколи Степановича Адамова.
Наприкінці XVIII століття у селі оселився поручник Микола Степанович Адамов (1751-21.9.1840). Проживши у селі 30 років, він засновує храм Різдва Пресвятої Богородиці (освячений у 1822 році панотцем Віталієм). На будівництво було витрачено 70 000 карбованців асигнаціями.
У 1824 році, з заходу до села підійшла незвичайна хмара, що виявилася сараною. На щастя сарана була вже сита, отож не спричинила лиха посівам. Перелетів через село, сарана осіла у лісі на лівому березі Донця, де внаслідок цього було зламано багато дерев.
У 1830 році село потерпало від віспи, серед померлих у цьому році, половина загинула саме від віспи.
У 1831 році серед 66-х осіб померлих, шістнадцять осіб померло від холери (липень-серпень).
У 1832 році у багатьох населених пунктах відбулося значне вимирання скоту, але ця подія обійшла село стороною.
У 1836 році у селі лютував кір, від якого померло 19 дітей.
Микола Адамов помер 21 вересня 1840 року і був похований у родинному склепі рядом з померлою раніше (1825) дружиною. Після смерти Адамова, село переходить до Шабельських.
З 40-х років XIX століття селом володіли Шабельські. Катерина Василівна, дружина статського радника Павла Васильовича Шабельського, приклала багато сил, щодо облаштування храму.
У 1847 році, помер чоловік Катерини Василівни, а село за заповітом отримує її молодший син камер-юнкер Помпей Павлович Шабельський. А після його швидкої смерти у 1848 році, отримує її онук Микола Помпійович. В цей час він був під опікою своєї матері, Олени Василівни Шабельської.
У 1847 році у цих місцинах знову з'явилася холера, але у Щурові її наслідків майже не відчули. Від хвороби померло лише дві особи.
У 1848 році від холери померло у селі одна людина, а на хуторах ще дві дорослі людини та 3 дитини. Цинга зовсім оминула це місце.
У 1849 році у навколишніх селах лютував голод, але мешканці села не потерпали. Кормів для скоту було достатньо, це дозволило його навіть продавати.
У 1822 році, згідно з наказом Синоду № 1820 від 18.11.1820 року, було освячено новий кам'яний однопрестольний храм Різдва Богородиці, побудований силами поміщика поручника Миколи Степановича Адамова.
Приблизно у 1848 році, Катерина Василівна Шабельська побудувала каплицю над могилами чоловіка і сина, а також дала багаті дари до сільської церкви.
У 1858 році церковним старостою був Ілля Чуприн.
З 1890 року церковний староста селянин Григорій Землянський.
У 1897 році було призначено псаломщика Петра Чернявського (1861 року народження).
У 1902 році було призначено священика Сергія Шипуліна (1874 року народження).
Щурове відносилося до Харківської єпархії і входив до четвертого округу Ізюмського повіту.
За штатом 1904 року, при храмі повинні бути: священик та псаломщик. Зарплатня священика становила 294 карбованця; псаломщика — 98 карбованців . До парафії відносилися хутір Горюнівка, Старий Караван та Брусівка.
Щурове відоме своїми турбазами. До 2000-х років тут знаходилось більше 70 турбаз, пансіонатів та дитячих таборів. Бази відпочинку почали занепадати після приватизації підприємств та початку військового конфлікту в 2014.
У зв'язку з наступом окупантів у травні та червні 2022 року на Сіверськодонецьк у районі села були важкі бої і воно було захоплено.
У вересні того ж року відбувся контрнаступ ЗСУ на Лиман, в ході якого село було звільнено  16 вересня 2022 року.

## Легенди
За легендою описаною  Гумілевським (Філаретом) у п'ятому томі «Історико-статистичний опис Харківської єпархії» (1858 рік) один з перших поселенців села, який прийшов з Гадячу, що на Полтавщині, був Єфим Григорович Тихоненко на прізвисько Бовкун. До шістдесяти років він вживав багато алкоголю, був запійним. Хоч Єфим давав обіцянки перестати пити. Але його слабка воля не давала йому це зробити. Чим далі. Тім частіше ставали його напади. Під час чергового запою, коли Єфим знову обіцяв кинути пити з наступного року, він почув голос який йшов від ікони святого Миколая, з обіцянками того, що йому цей рік не дожити. Після цього Єфим змінюється та кидає пити. Єфим Григорович віддає свого онука Андрія вчитися грамоті, а після сам у 65 років, навчився грамоті у Андрія. Після цього він прожив ще двадцять років, дождався правнучок. Помер він у 1805 році. Подробиці цієї історії розповів онук цього старого, також Єфим, якому (на час написання книги) було 55 років, на вдовою старшого онука. Також про цього старого згадував сільський церковний староста Ілля Чуприн (приблизно 1858 рік), який за малих років, працював у старого робітником.

## Населення
У 1830 році населення села становило 370 осіб чоловічої статі та 404 жіночої.
У 1858 році населення села становило 361 осіб чоловічої статі та 367 жіночої.
У 1904 році населення села становило 721 осіб чоловічої статі та 669 жіночої.
За даними перепису 2001 року, населення села становило 264 особи, з них 70,08 % зазначили рідною мову українську та 29,92 % — російську.

## Підсоння
| Клімат Щурового         | Клімат Щурового | Клімат Щурового | Клімат Щурового | Клімат Щурового | Клімат Щурового | Клімат Щурового | Клімат Щурового | Клімат Щурового | Клімат Щурового | Клімат Щурового | Клімат Щурового | Клімат Щурового | Клімат Щурового |
| Показник                | Січ.            | Лют.            | Бер.            | Квіт.           | Трав.           | Черв.           | Лип.            | Серп.           | Вер.            | Жовт.           | Лист.           | Груд.           | Рік             |
| Середній максимум, °C   | −2,9            | −2,2            | 3,0             | 14,2            | 21,5            | 25,2            | 26,8            | 26,2            | 20,4            | 12,3            | 4,5             | 0,0             | 12,42           |
| Середня температура, °C | −6              | −5,4            | −0,3            | 9,5             | 16,2            | 19,9            | 21,6            | 20,9            | 15,5            | 8,3             | 1,8             | −2,6            | 8,28            |
| Середній мінімум, °C    | −9              | −8,5            | −3,6            | 4,8             | 11,0            | 14,7            | 16,5            | 15,6            | 10,6            | 4,4             | −0,9            | −5,1            | 4,21            |
| Норма опадів, мм        | 45              | 34              | 27              | 38              | 42              | 57              | 52              | 40              | 39              | 31              | 43              | 44              | 41              |
| ----------------------- | --------------- | --------------- | --------------- | --------------- | --------------- | --------------- | --------------- | --------------- | --------------- | --------------- | --------------- | --------------- | --------------- |
| Джерело:                |                 |                 |                 |                 |                 |                 |                 |                 |                 |                 |                 |                 |                 |

## Галерея

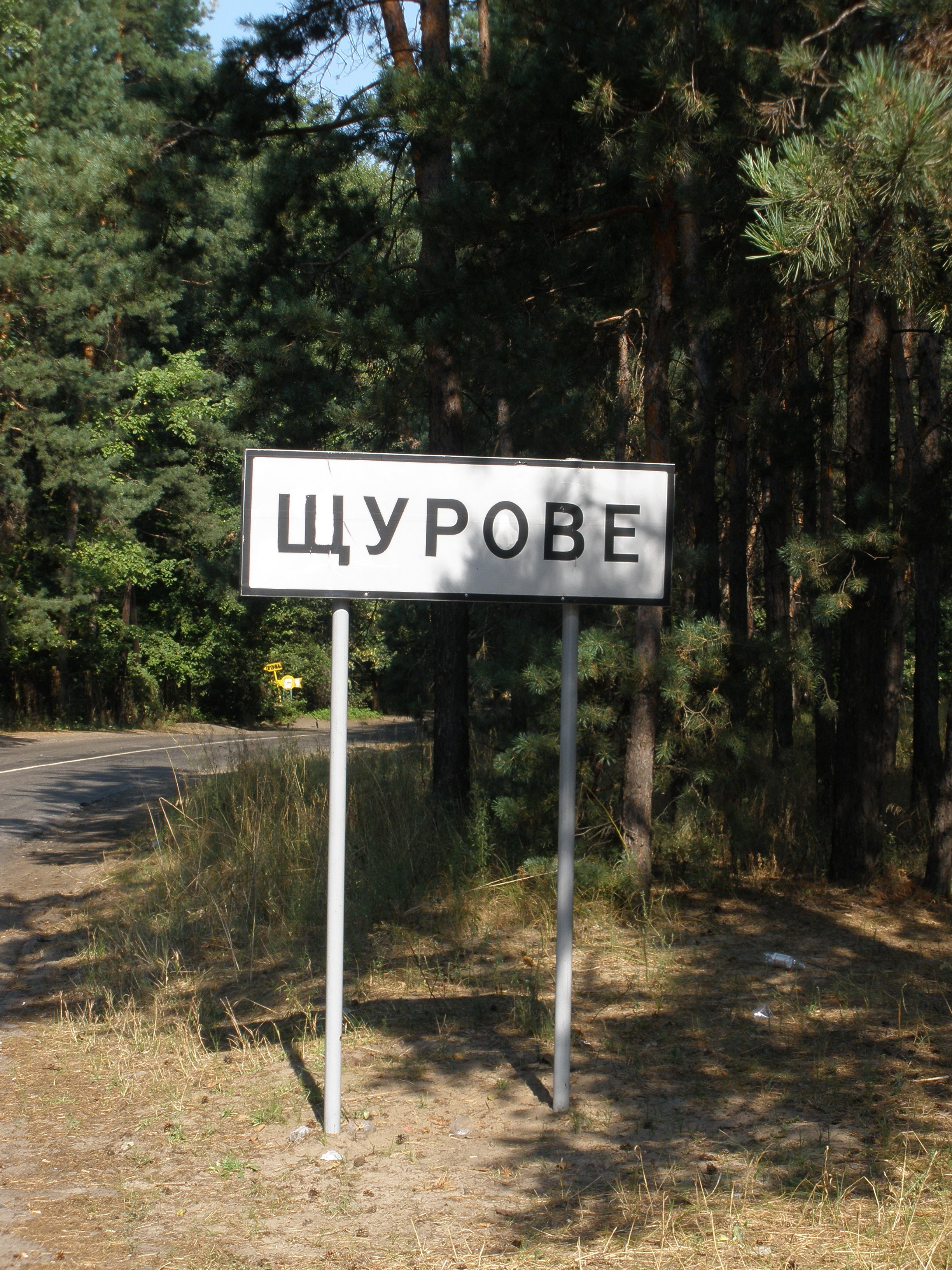
В’їзд до Щурового
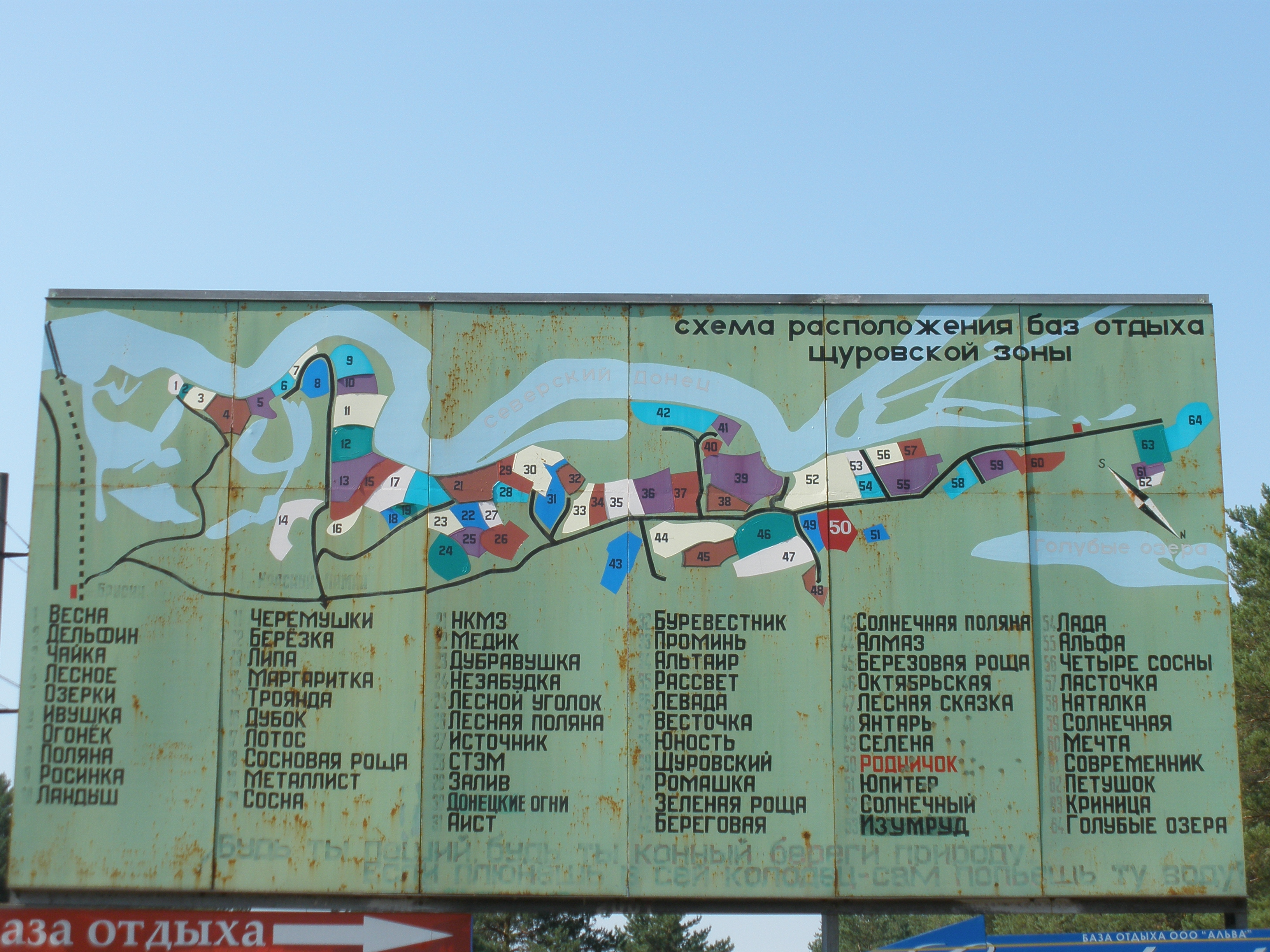
Схема розташування баз відпочинку.
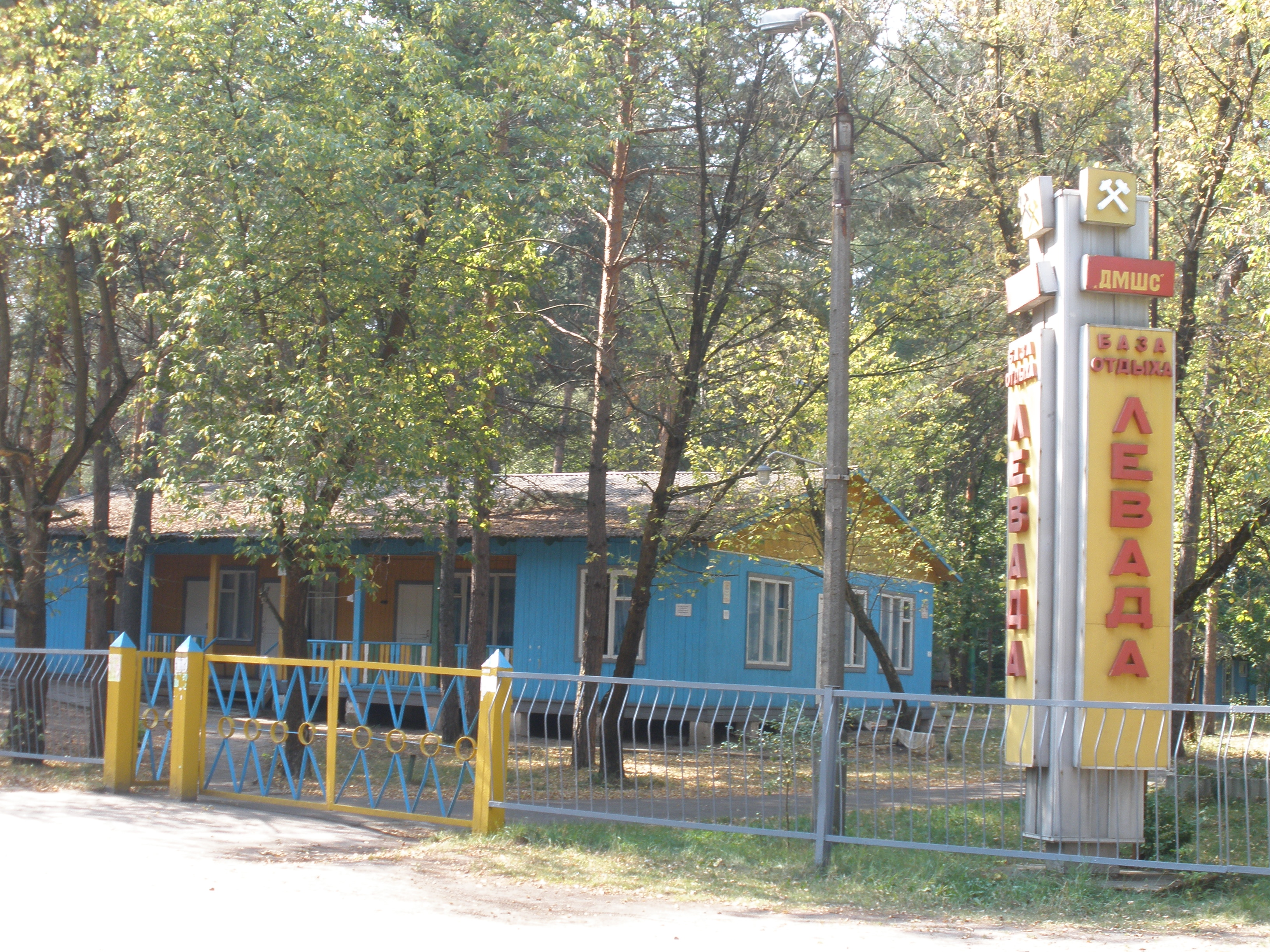
Пансіонат "Левада"
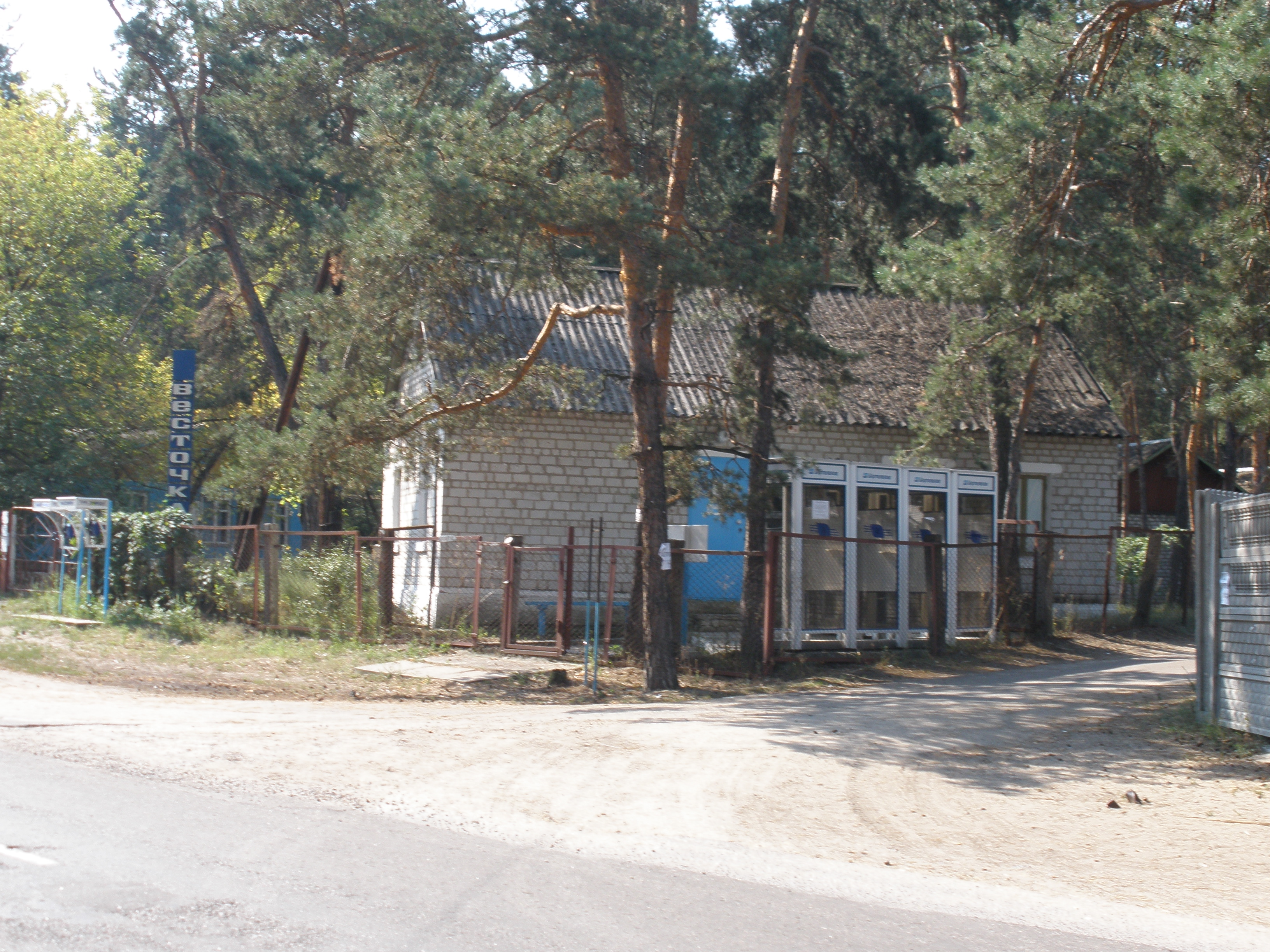
Пансіонат "Звісточка"
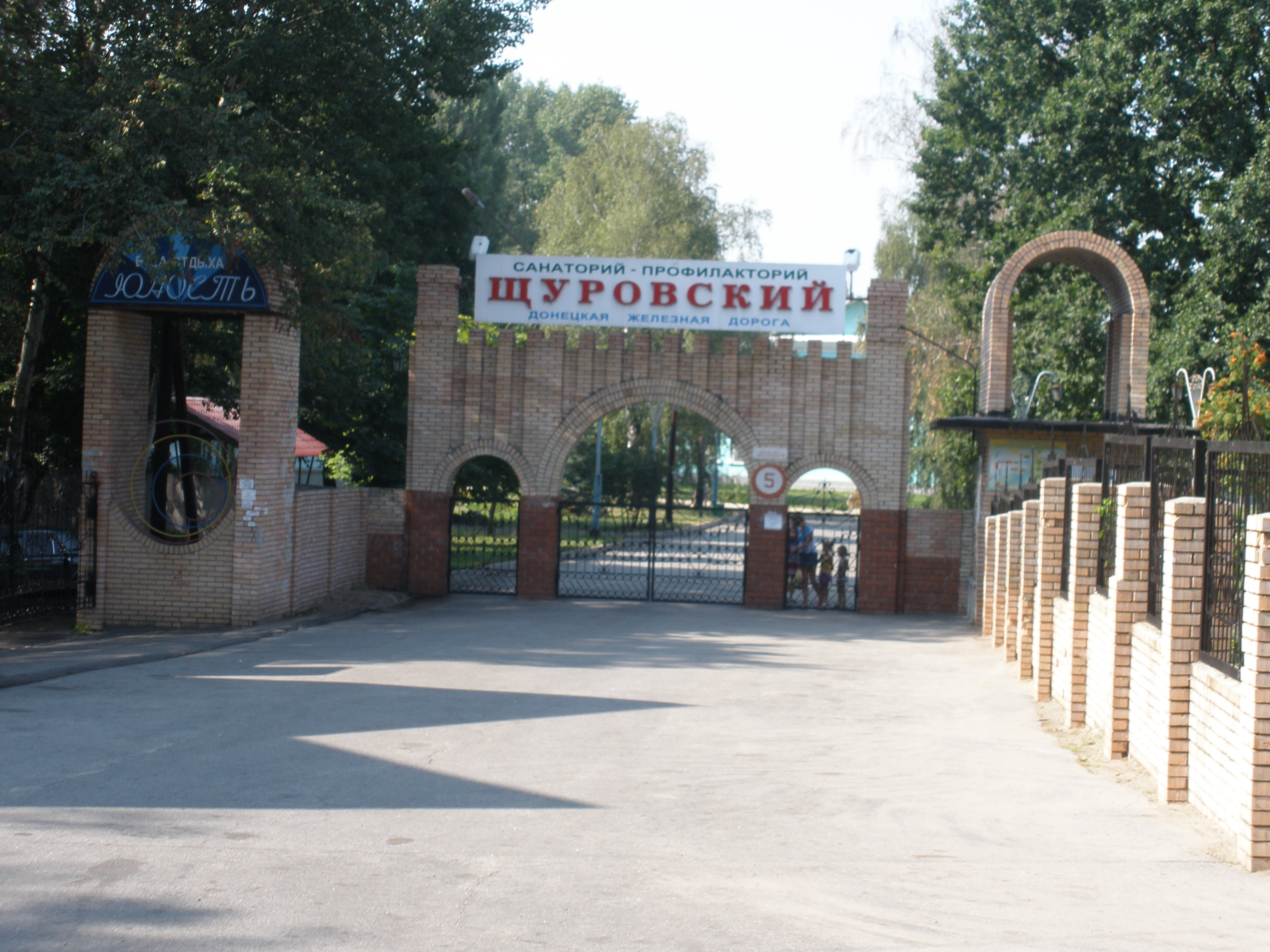
Будинок відпочинку "Щурівський"
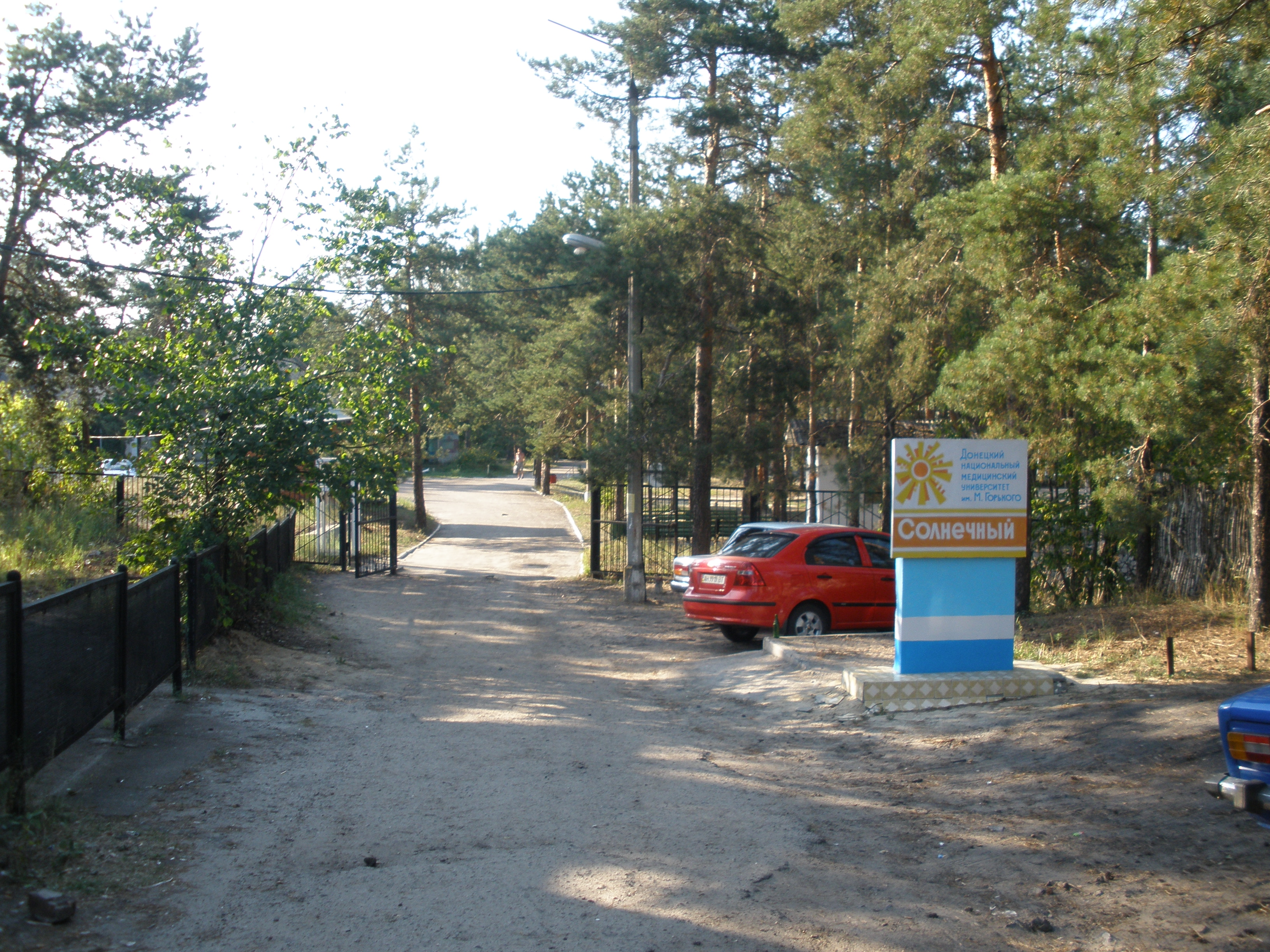
Пансіонат "Сонячний"
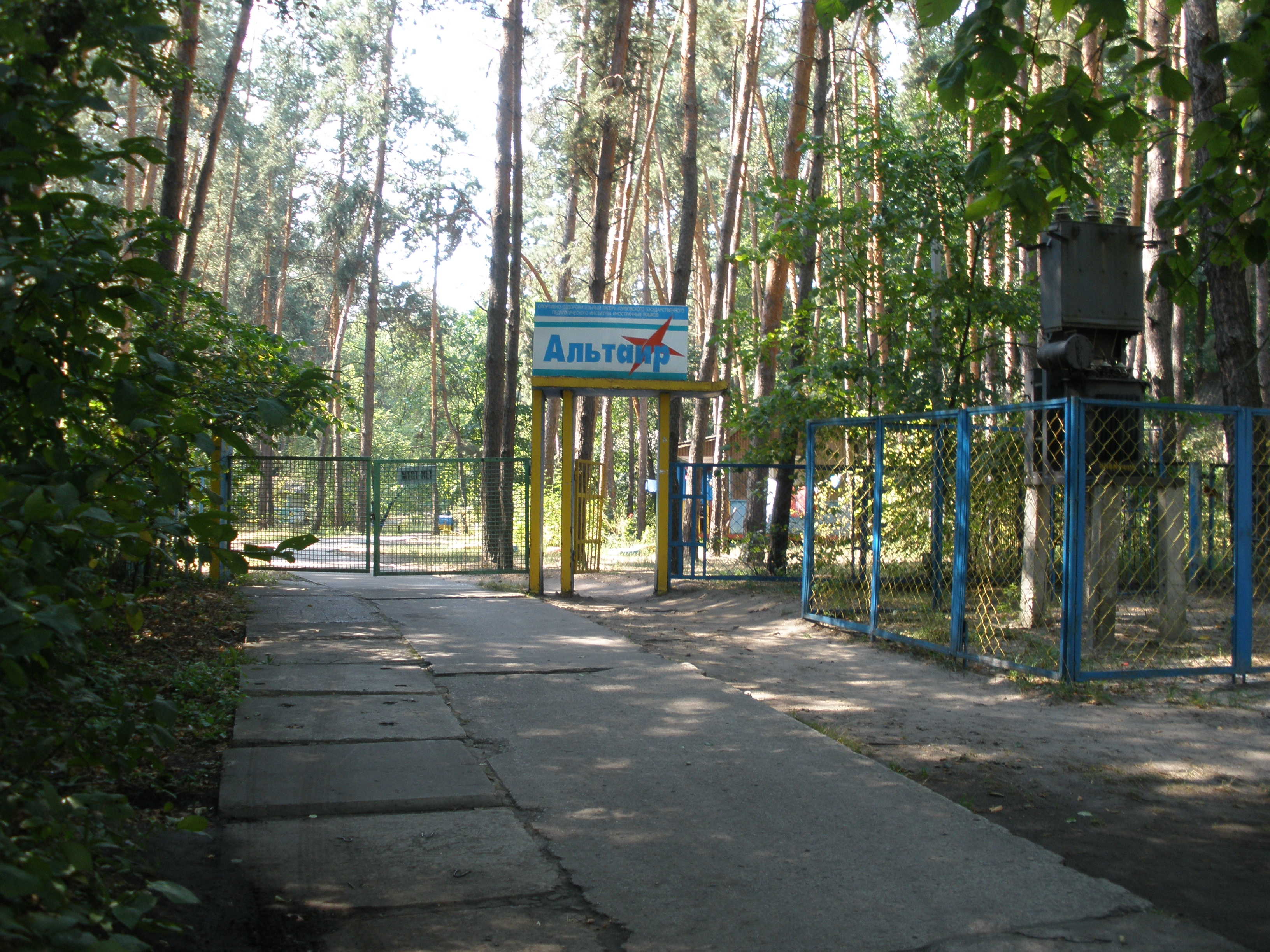
Пансіонат "Альтаїр"
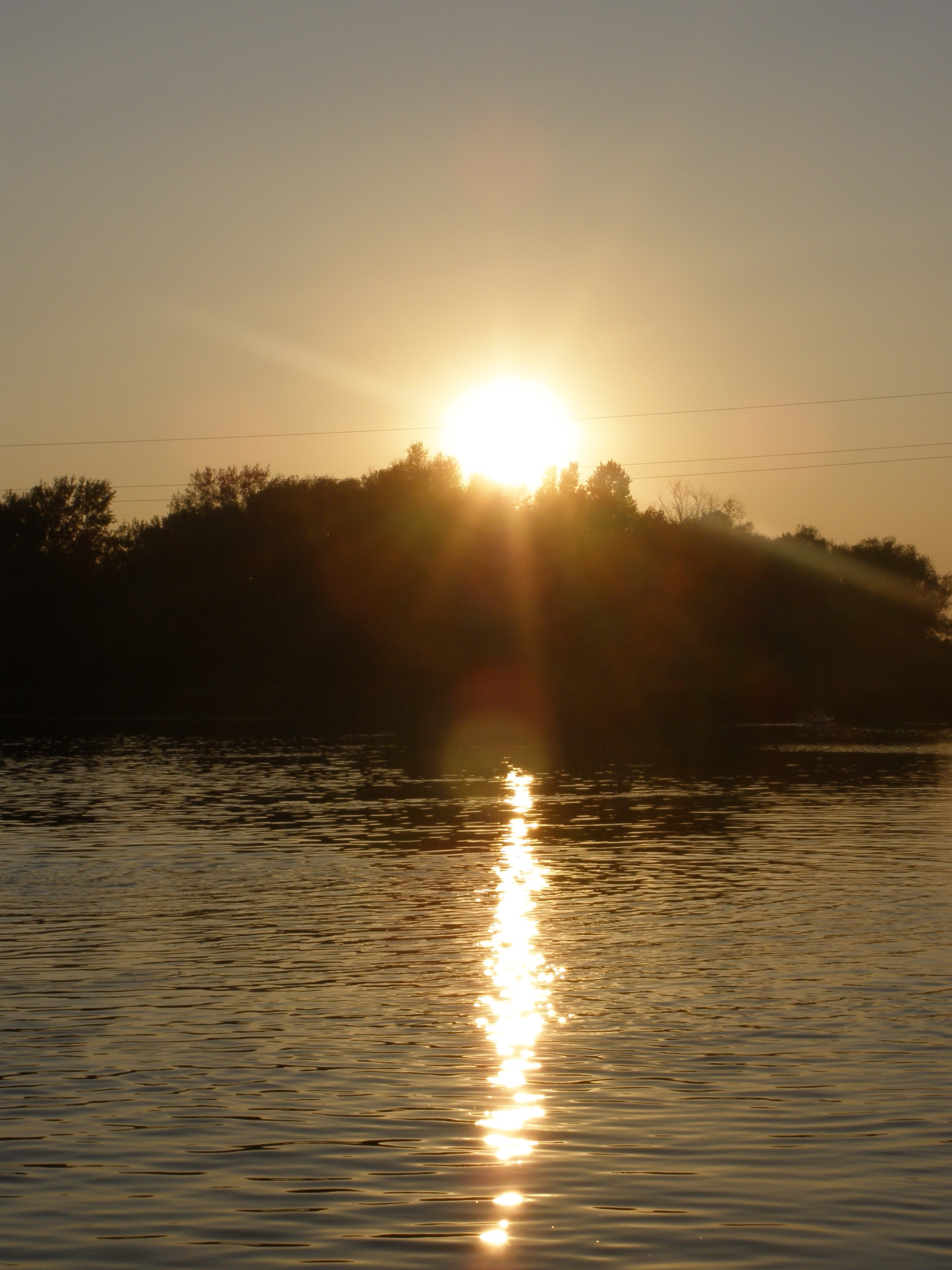
Щурово. Захід Сонця на річці Сіверський Донець
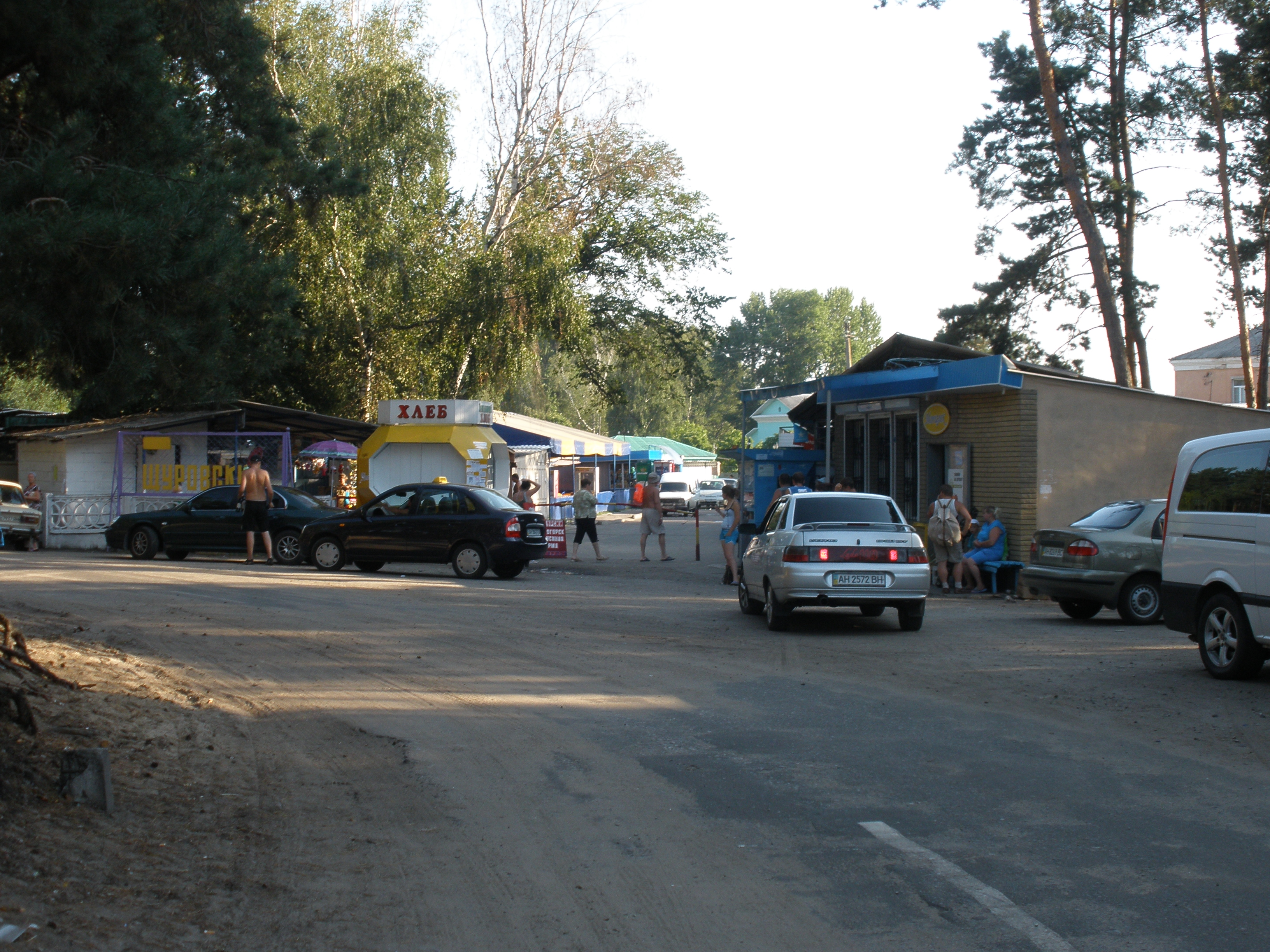
Ринок